# Montedio Yamagata
Montedio Yamagata (Japans: モンテディオ山形, Montedeio Yamagata ) is een Japanse voetbalclub die uitkomt in de J-League 2, de op een na hoogste divisie in Japan. De club heeft haar thuisbasis in de stad Tendo in de prefectuur Yamagata.

## Geschiedenis
Montedio Yamagata werd in 1984 opgericht als NEC Yamagata Soccer Club, het bedrijfsteam van de chipfabrikant NEC. Het was een ploeg die tot de sterkste behoorde in haar regionale divisie. In 1994 promoveerde de club naar de Japan Football League, destijds de divisie onder de J-League, toen het een titel won in de geherstructureerde opzet van regionale divisies.
In 1998 veranderde de club van naam naar het huidige Montedio Yamagata toen de J-League 2 zou worden opgericht. Montedio is een samenvoeging van de Italiaanse woorden monte en dios wat berg en god betekent. Het is een verwijzing naar het gebied waar Montedio Yamagata vandaan komt, waar veel bergen zijn. Sinds de oprichting van de J2 speelt de club in deze competitie een bescheiden rol.

## Palmares

### Emperor's Cup
- Verliezend finalist in 2014

## Eindklasseringen
- Eerst wordt de positie in de eindranglijst vermeld, daarna het aantal teams in de competitie van het desbetreffende jaar. Voorbeeld 1/18 betekent plaats 1 van 18 teams in totaal.

| Jaar | J1    | J2    |
| ---- | ----- | ----- |
| 1999 |       | 7/10  |
| 2000 |       | 10/11 |
| 2001 |       | 3/12  |
| 2002 |       | 11/12 |
| 2003 |       | 8/12  |
| 2004 |       | 4/12  |
| 2005 |       | 5/12  |
| 2006 |       | 8/13  |
| 2007 |       | 9/13  |
| 2008 |       | 2/15  |
| 2009 | 15/18 |       |

## Bekende (oud-)spelers
- Masashi Oguro
- Yuzo Tashiro
- Chikashi Masuda
- Yohei Toyoda
- Edwin Ifeanyi
- Momodu Mutairu